# Dillon (Dél-Karolina)
Dillon város az USA Dél-Karolina államában. Lakosainak száma 6384 fő (2020. április 1.).

## Népesség
A település népességének változása:
| Lakosok száma | 6316 | 6788 | 6384 |
|               | 2000 | 2010 | 2020 |